# Doberlug-Kirchhain
Doberlug-Kirchhain er en by i Landkreis Elbe-Elster i den tyske delstat Brandenburg. Den opstod i 1950 ved sammenlægningen af de to til hinanden opgrænsende byer Doberlug (til 1937 Dobrilugk) og Kirchhain. Garveriet og Cistercienserordenklosteret Dobrilugk bragte velstand og betydning.
- Wikimedia Commons har flere filer relateret til Doberlug-Kirchhain